# Eiríkur Hauksson
Eiríkur Hauksson, islandski metalski pevec; * 4. julij 1959, Reykjavík, Islandija. 
Eiríkur Hauksson je prve pevske uspehe požel s pesmijo Sekur, ki jo je sam napisal in jo izvajal z islandsko rockovsko skupino Start. Pesem je bila na Islandiji izbrana za pesem leta 1981. V osemdesetih letih je sodeloval z več znanimi islandskimi skupinami. Postal je eden izmed najpriljubljenejših islandskih pevcev. Poleg metalskih je sodeloval tudi s pop glasbeniki.
Leta 1988 se je preselil na Norveško ter postal pevec v skupini Artch, ki je razpadla leta 1993.

## Hauksson na Evroviziji
Eiríkur je dvakrat zastopal Islandijo ter enkrat Norveško na Pesmi Evrovizije, kar je sicer nenavadno za metalskega glasbenika. 
Leta 1986, ko je Islandija debitirala na Evroviziji, je Eiríkur nastopal v triu ICY. Skupina se je na veliko razočaranje Islandcev uvrstila šele na 16. mesto.
Leta 1991 je med bivanjem na Norveškem nastopil s skupino Just 4 Fun na Evroviziji kot norveški predstavnik.
Leta 2007 je znova zastopal Islandijo, in sicer s pesmijo Valentine lost (na islandskem predizboru jo je zapel v islandščini pod naslovom Ég les í lófa þínum).